# Schloss Heidegg
Das Schloss Heidegg liegt in Gelfingen im Luzerner Seetal in der Schweiz, hoch über dem Baldeggersee, inmitten einer weitgehend erhaltenen Park- und Kulturlandschaft von nationaler Bedeutung.

## Geschichte

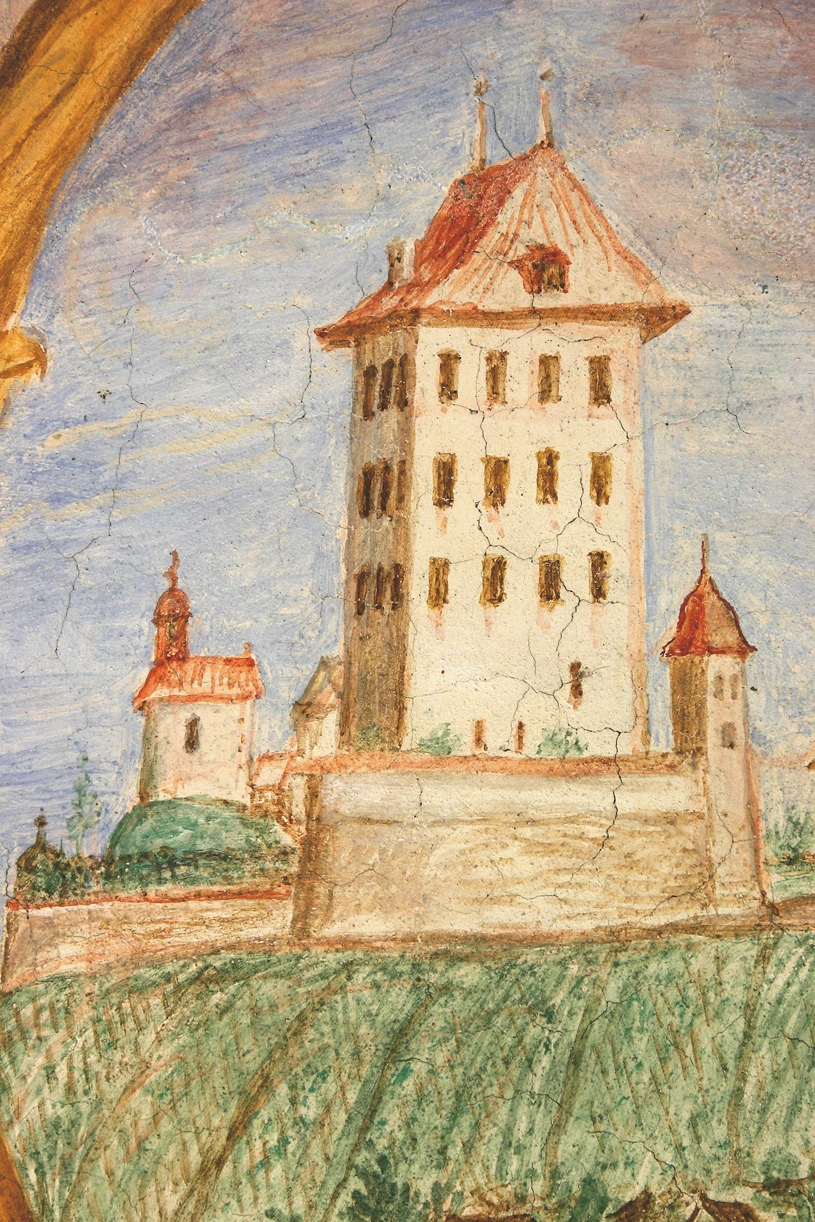
Schloss Heidegg auf dem Deckenfresko von Francesco Antonio Giorgioli 1702

Die erste erhaltene Urkunde, die das Geschlecht der Herren von Heidegg erwähnt, datiert von 1185. Als Ministerialen standen die Heidegger im Dienst der Landesherren im Seetal, wohl anfänglich der Grafen von Lenzburg, dann der Kyburger und der Habsburger. Burg und Herrschaft entstanden im Sog der Städte- und Burgengründungswelle des 12./13. Jahrhunderts. Diese erfasste auch das Seetal, das im 13. Jahrhundert für kurze Zeit zur besten überregionalen Landverbindung zwischen Gotthard, Luzern und Basel aufstieg. Die Herrschaft Heidegg umfasste grundherrliche Rechte, die niedere Gerichtsbarkeit über Gelfingen und Altwis, die Vogtei über den grössten Teil des Baldeggersees, Reben und Waldungen. 1431/37 erwarb die neue Besitzerfamilie Büsinger durch Kauf die Herrschaft Lieli mit den Twingen Lieli, Sulz und Mosen hinzu. 

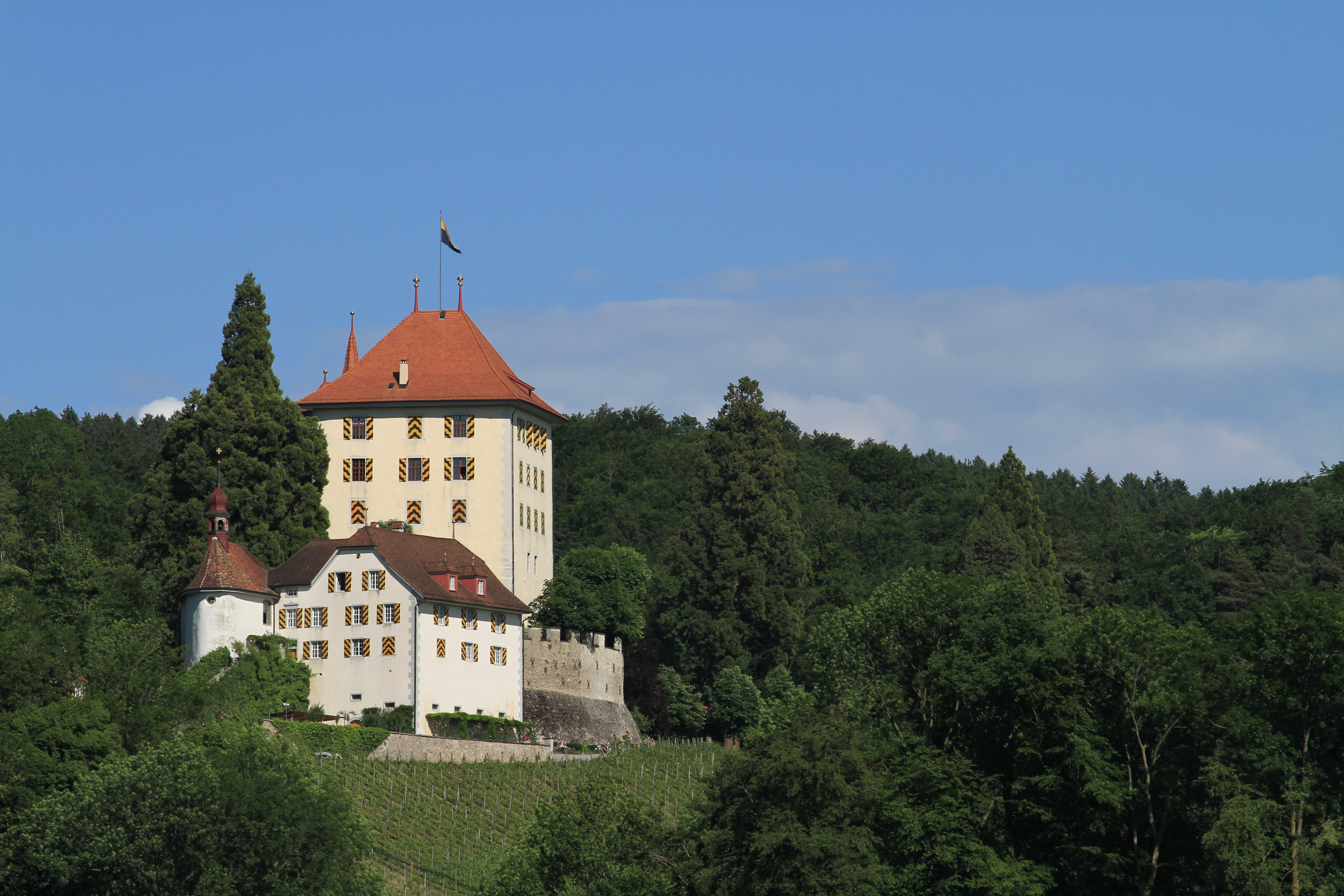
Schloss Heidegg inmitten von Wald und Weinberg

Ab 1482/83 lösten einflussreiche Stadtluzerner Ratsfamilien die adligen Besitzer ab. Johann Heinrich Franz Pfyffer von Altishofen baute ab 1678 den im Wesentlichen noch mittelalterlichen Wohnturm zum barocken Schloss aus. Der Familienzweig nannte sich nun Pfyffer von Heidegg. 1700 erwarb die Stadt Luzern Schloss und Herrschaft und vollendete den Innenausbau. 1798 endete die Gerichtsherrschaft. Heidegg wurde zu einer Staatsdomäne des Kantons Baden und 1803 bis 1848 des Kantons Luzern, der sie nach dem verlorenen Sonderbundskrieg an den liberalen Gelfinger Bauern Joseph Heggli versteigerte. 

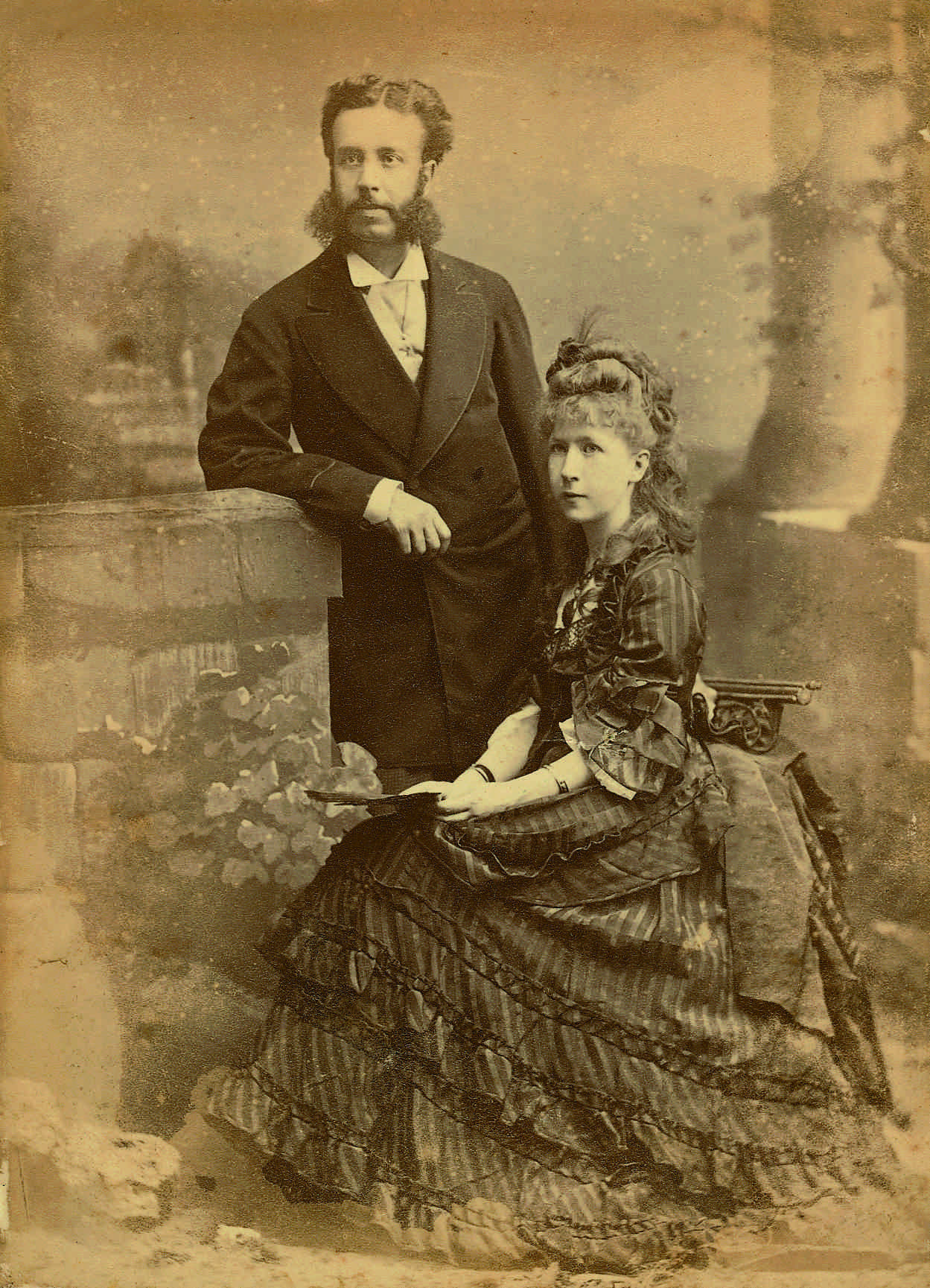
Louis und Caroline Pfyffer von Heidegg-Slidell, Besitzer von Schloss Heidegg ab 1875

1875 erwarb das vermögende luzernisch-amerikanische Paar Ludwig und Caroline Pfyffer von Heidegg-Slidell das Schloss zurück, versah das Äussere der Anlage im burgenromantischen Sinne mit Zinnen und Portalen, legte einen Schlosspark mit einer Kastanienallee an und machte 1912 den Schlossturm wieder bewohnbar. 1950 schenkten die letzten Nachfahren, die kinderlosen Witwen Mathilde von Glutz und Marie-Louise de Chambrier, das Schloss dem Kanton Luzern, der es öffentlich zugänglich machte. Den Betrieb samt Museum führt seither die Vereinigung Pro Heidegg.
Anfang der 1950er-Jahre verhalfen der von Gottfried Boesch auf Anregung des deutschen Bundeskanzlers Konrad Adenauer angelegte Rosengarten, der wieder mit Reben bepflanzte Burghügel, an dem der Luzerner Staatswein wuchs, und das neu gegründete Schweizerische Jagdmuseum Schloss Heidegg zu überregionaler Ausstrahlung. Von 1995 bis 1998 unterzog der Kanton Luzern das Schloss einer Gesamtrenovation.

## Schlossbesitzer
1185 Herren von Heidegg, 1421/29 Büsinger, 1482/83 Hasfurter, 1522/28 Tammann, 1561 Kündig, 1618 Fleckenstein, 1664/65 Pfyffer von Heidegg, 1700 Luzern, 1798 Kanton Baden, 1803 Kanton Luzern, 1849 Heggli, 1875 Pfyffer von Heidegg, 1950 Kanton Luzern

## Baugeschichte
Im heutigen Schlossturm verbirgt sich das älteste bekannte Wohngebäude auf Luzerner Boden, ein Steinhaus von 1192 (Jahrringdatierung von 2013). Es wurde 1229/30 und 1236/37 zu einem romanischen Wohnturm erweitert und erhöht und im 15./16. Jahrhundert zum gelegentlich bewohnten Landsitz umgebaut. Ab 1678 erfolgte der Ausbau zum barocken Schloss, zuerst mit vier Eck-Erkern, die bald wieder entfernt wurden. 1688/98 erhielt der Schlossturm mit seinem Walmdach und einheitlichem gelben Verputz seine charakteristische Gestalt als Wahrzeichen des Seetals. Die dem hl. Karl Borromäus geweihte Kapelle stammt aus dem 16./17. Jahrhundert, das Wohnhaus mit Gewölbekeller und Kornschütte von 1704, der Bauernhof aus dem 18.–20. Jahrhundert. 

## Besichtigung

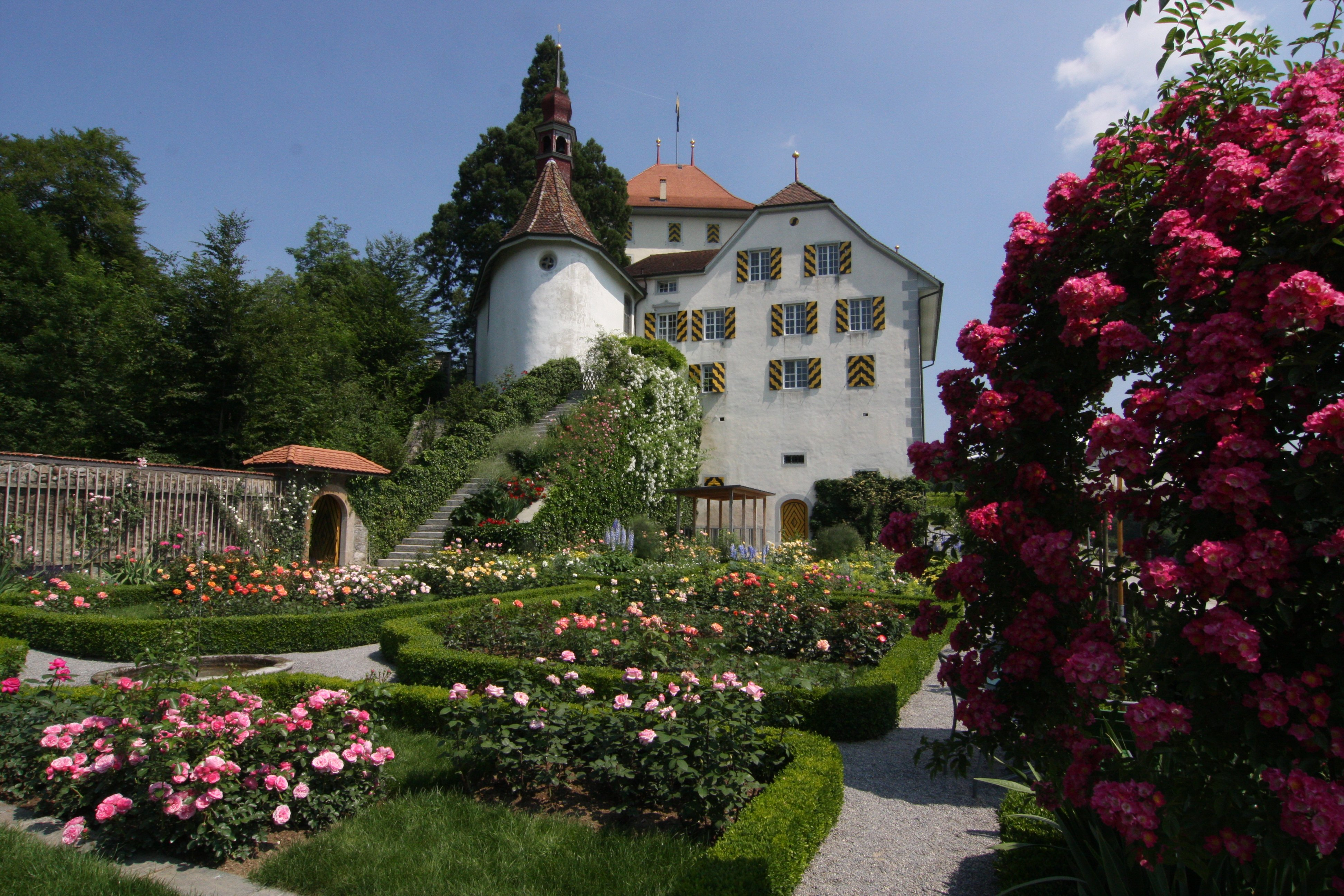
Der Rosengarten von Schloss Heidegg in voller Blüte

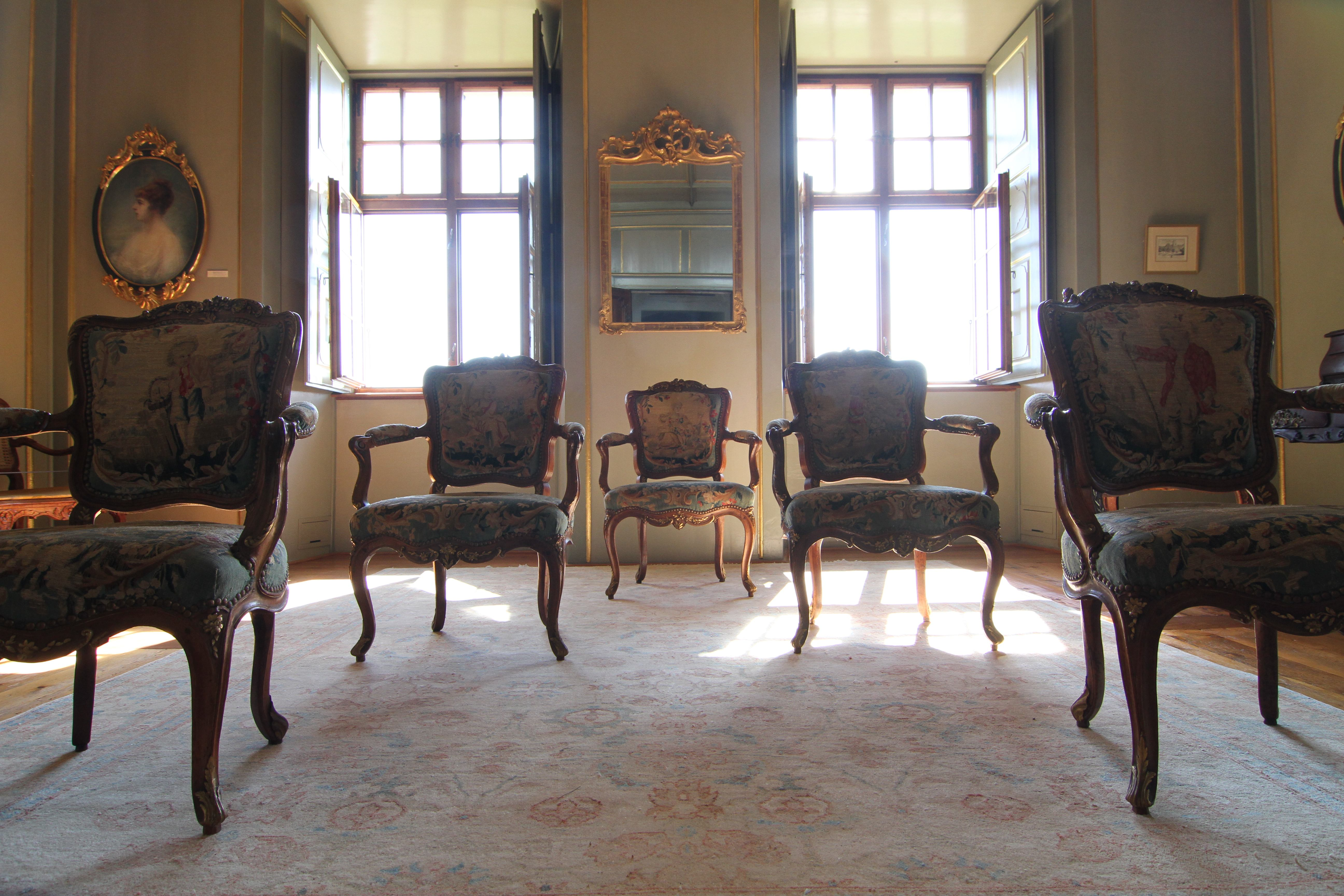
Schloss Heidegg, im Salon der Familie Pfyffer von Heidegg

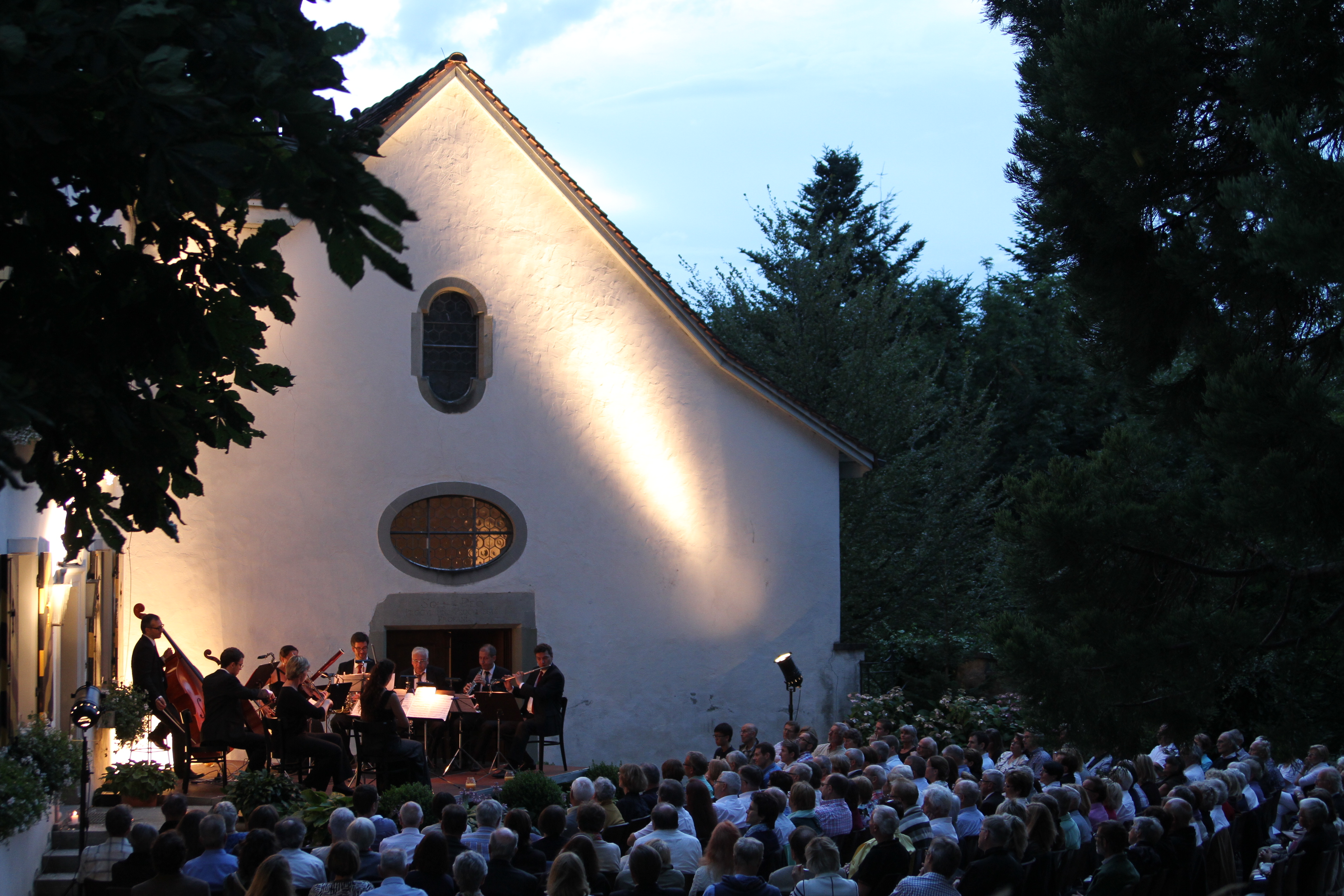
Klassische Serenade im Innenhof von Schloss Heidegg

Das Museum im Schlossturm widmet sich der über 800 Jahre langen Geschichte von Heidegg und seiner Region. Dauerausstellung und Wohnmuseum der Familie Pfyffer von Heidegg werden mit Sonderausstellungen und Erlebnisangeboten angereichert. Auch der 2004/05 erneuerte Rosengarten, der Sieben-Brüggli-Weg durchs romantische Burgtobel und die Allee mit Rastplätzen und Spielanlage machen Schloss und Park Heidegg zum beliebten Ausflugs- und Naherholungsort. Zahlreiche Säle und Räume können für Veranstaltungen genutzt oder gemietet werden. 

## Bildergalerie

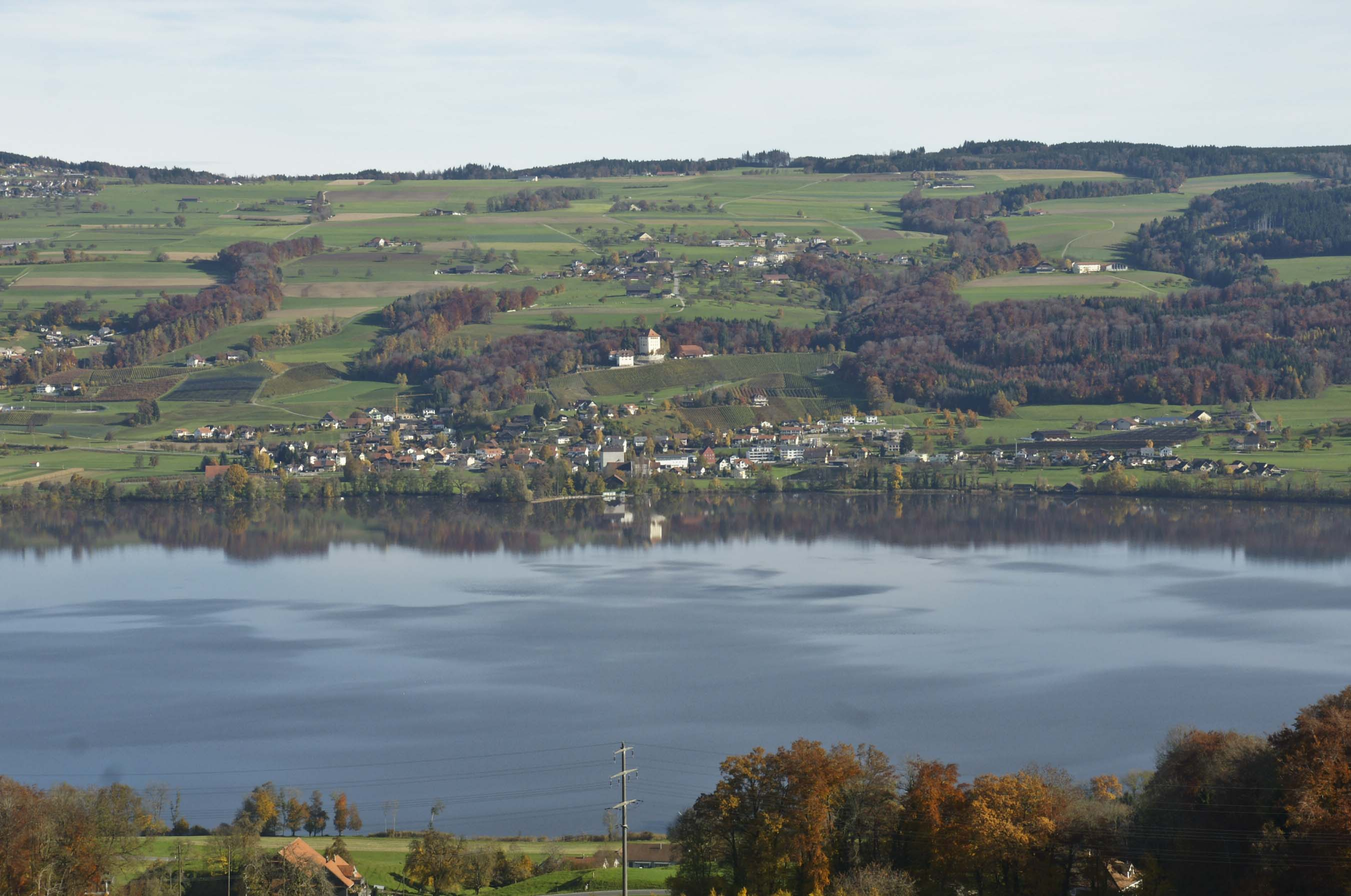
Baldeggersee und Gelfingen
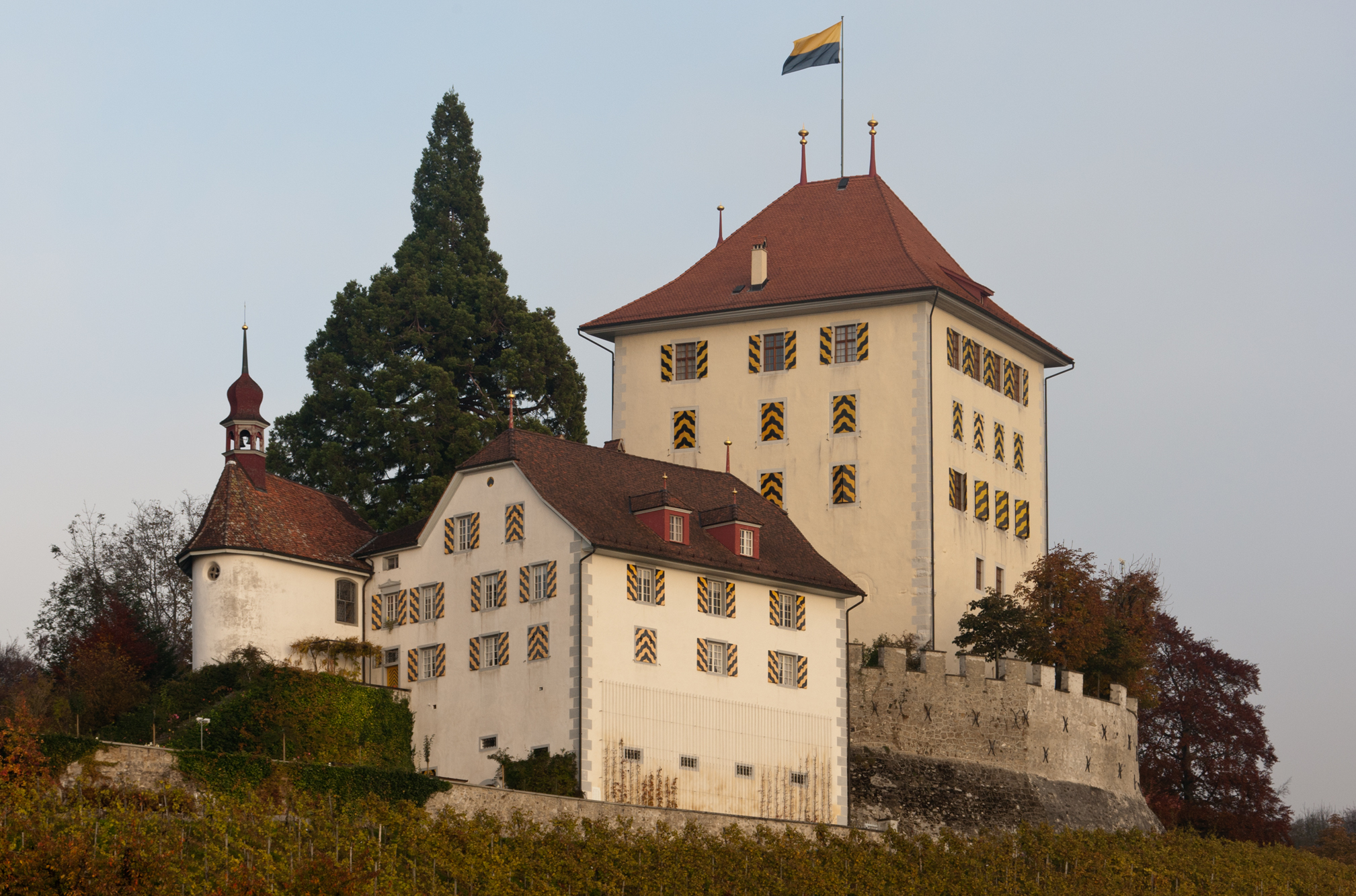
Schloss Heidegg
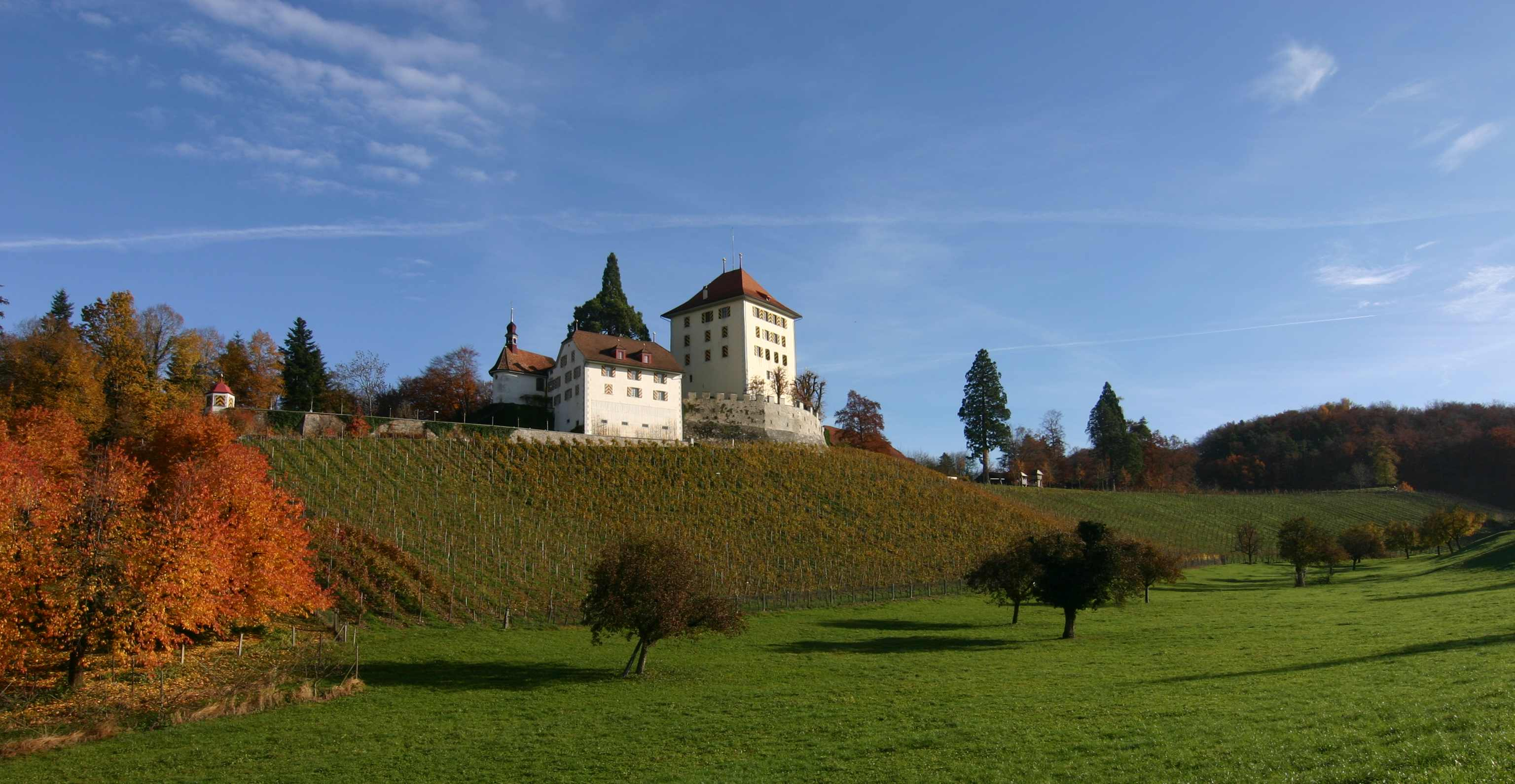
Schloss Heidegg mit Burghügel
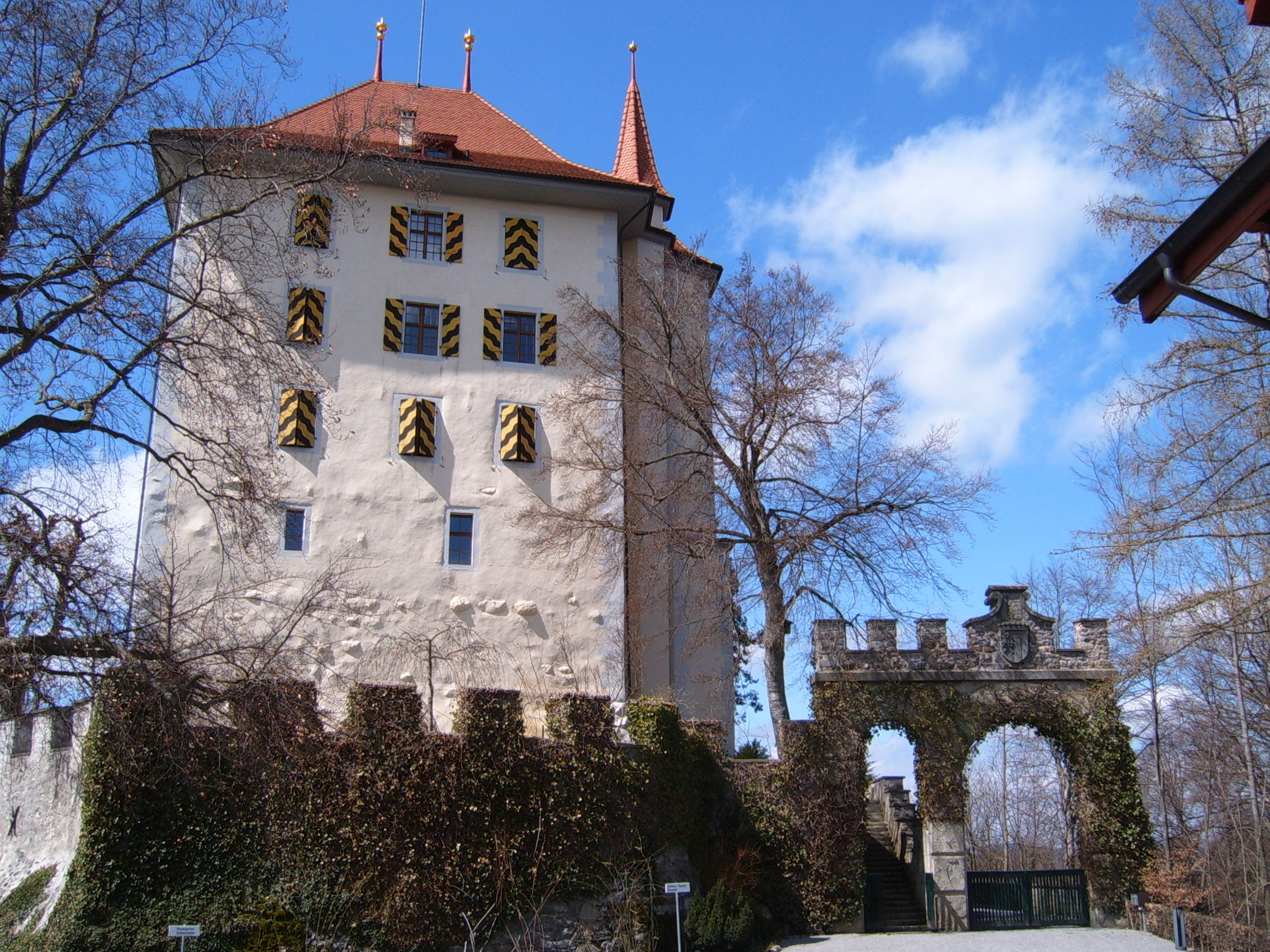
Schloss Heidegg